# آنیک شفرازیان
آنیک شفرازیان (به ارمنی: Աննիկ Շաֆրազեան) با نام هنری آنیک (به ارمنی: Աննիկ) (۱۹۱۰ یا ۱۹۱۲–۱۹۹۶) بازیگر تئاتر، سینما و تلویزیون ارمنی‌تبار اهل ایران بود.
آنیک در فیلم‌هایی چون ضربت، شازده احتجاب، کلاغ، شطرنج باد، غریبه و مه، نقطه ضعف، آفتاب نشین‌ها، هامون، شب بیست و نهم، شقایق و پرواز را بخاطر بسپار بازی کرد و در ششمین جشنواره فیلم فجر به خاطر ایفای نقش در سرزمین آرزوها (مجید قاری‌زاده) موفق به دریافت سیمرغ بلورین بهترین نقش دوم زن شد

## سرگذشت
در سال ۱۹۱۰  یا ۱۹۱۲ (۱۲۸۹ یا ۱۲۹۱) در جلفای نو اصفهان زاده شد. در ابتدای دههٔ ۱۳۲۰ به گروه‌هایی تئاتری پیوست و نقش‌هایی فرعی را در نمایش‌هایی که در آبادان اجرا می‌شدند، بازی کرد. پس از نقل مکان به تهران، با ساموئل خاچیکیان و آرمان آشنا شد که حاصلش، بازی در نمایش‌های گروه‌های تئاتری ارمنیان تهران بود.
آنیک پس از ورود به سینما، در فیلم‌های معدودی حاضر شد و به‌طور عمده در آثار سینمائی شماری از معتبرترین کارگردانان سینمای ایران بازی کرد که از آن میان، می‌توان به داریوش مهرجویی، بهرام بیضایی، بهمن فرمان‌آرا و محمدرضا اصلانی اشاره کرد. آنیک نخستین فیلمش را کمی دیر در ۱۳۴۳ با ایفای نقش در ضربت، ساموئل خاچیکیان بازی کرد. سپس در ۱۳۴۷ در فیلم خاچیکیان به نام جهنم سفید نیز جلوی دوربین رفت. با کارگردانان معتبری همکاری کرده است. برخی از فیلم‌هایی که در آن حضور یافته است عبارتنداز: شاهزاده احتجاب (بهمن فرمان‌آرا، ۱۳۵۳)، شطرنج باد (محمدرضا اصلانی، ۱۳۵۶)، کلاغ (بهرام بیضایی، ۱۳۵۷)، هامون (داریوش مهرجویی، ۱۳۶۹) و … بازی آنیک در نقش «مادربزرگ حمید هامون»، یکی از ماندگارترین نقش‌آفرینی‌های او در سینما است.
بازی در فیلم سینمائی پرواز بخاطر بسپار در سال ۱۹۹۲ (۱۳۷۱) به کارگردانی حمید رخشانی، آخرین حضور آنیک بر پرده نقره‌ای سینمای ایران بود.

### پیری و درگذشت
سال‌های آخر عمرش را در آسایشگاه (خانه سالمندان) کهریزک در تنهایی سپری کرد. آناهید آبان، سینماگر ارمنی ایرانی در سالهای واپسین عمر آنیک پروانه ساخت فیلمی مستند/داستانی از زندگی او را دریافت کرده بود، ولی با کارشکنی عزت‌الله ضرغامی، این فیلم هرگز ساخته نشد.
آنیک در روز ۱۹۹۶ (۸ دی ۱۳۷۵) در سن حدود ۹۰ سالگی در آسایشگاه سالمندان کهریزک درگذشت.

## آثار
در طول فعالیت هنری خویش در سینما در بیش از چهل فیلم به اجرای نقش پرداخت که بیشتر آن‌ها از آثار ساموئل خاچیکیان بودند.

### سینما
فیلم‌هایی که وی در آنها حضور یافته است عبارتند از:
| سال         | نام فیلم               | نقش       | کارگردان            | یادداشت                                                     |
| ----------- | ---------------------- | --------- | ------------------- | ----------------------------------------------------------- |
| ۱۳۷۱        | پرواز را به خاطر بسپار |           | حمید رخشانی         |                                                             |
| ۱۳۷۰        | شقایق                  |           | مجید قاری‌زاده       |                                                             |
| ۱۳۶۹ (۱۳۶۸) | شب بیست و نهم          |           | حمید رخشانی         |                                                             |
| ۱۳۶۸        | هامون                  |           | داریوش مهرجویی      |                                                             |
| ۱۳۶۷        | سفر عشق                |           | ابوالحسن داوودی     |                                                             |
| ۱۳۶۶        | محموله                 |           | سیروس الوند         | در تیتراژ با نام «آنیک طوماسیان» معرفی می‌شود                |
| ۱۳۶۶        | سرزمین آرزوها          |           | مجید قاری‌زاده       | برنده جایزه بهترین بازیگر نقش دوم در ششمین جشنواره فیلم فجر |
| ۱۳۶۲        | نقطه ضعف               | پیرزن     | محمدرضا اعلامی      |                                                             |
| ۱۳۶۰        | آفتاب نشین‌ها           |           | مهدی صباغ‌زاده       |                                                             |
| ۱۳۶۰        | بند                    |           | غلامحسین طاهری دوست | نمایش داده نشد                                              |
| ۱۳۵۹        | خشم الهی               |           | عزیزاله رفیعی       | نمایش داده نشد                                              |
| ۱۳۵۸        | سایه‌های بلند باد       |           | بهمن فرمان‌آرا       |                                                             |
| ۱۳۵۷        | مریم و مانی            | خاتون     | شهرزاد              |                                                             |
| ۱۳۵۶        | کلاغ                   | مادر      | بهرام بیضایی        |                                                             |
| ۱۳۵۵        | شطرنج باد              |           | محمدرضا اصلانی      |                                                             |
| ۱۳۵۳        | شازده احتجاب           |           | بهمن فرمان‌آرا       |                                                             |
| ۱۳۵۱        | نواب                   | مادر نواب | جواد طاهری          |                                                             |
| ۱۳۴۷        | جهنم سفید              |           | ساموئل خاچیکیان     |                                                             |
| ۱۳۴۷        | سکه دو رو              | مادر      | خسرو پرویزی         | در تیتراژ با نام «آنیک طوماسیان» معرفی می‌شود                |
| ۱۳۴۵        | بی عشق هرگز            |           | ساموئل خاچیکیان     |                                                             |
| ۱۳۴۵        | عصیان                  |           | ساموئل خاچیکیان     |                                                             |
| ۱۳۴۴        | سرسام                  |           | ساموئل خاچیکیان     |                                                             |
| ۱۳۴۳        | ضربت                   | همسر جمال | ساموئل خاچیکیان     |                                                             |
| ۱۳۴۱        | دلهره                  |           | ساموئل خاچیکیان     |                                                             |

### تئاتر
- نمایش مرگ قو (۱۳۲۱، باشگاه آرارات)[۱]

### تلویزیون
- ۱۳۵۷ - افسانه‌های کهن ایرانی
- ۱۳۵۴ - سمک عیار[۱]

## جایزه‌ها
آنیک شفرازیان در بهمن ۱۳۶۶ در ششمین جشنوارهٔ فیلم فجر، به خاطر ایفای نقش در فیلم سرزمین آرزوها به کارگردانی مجید قاری‌زاده موفق به دریافت سیمرغ بلورین بهترین بازیگر نقش دوم زن شد.

## یادداشت
1. ↑  همچنین به عنوان منشی صحنه